# Египетский диалект арабского языка
Еги́петский диале́кт ара́бского языка́ (араб. اللهجة المصرية‎, или еги́петский ара́бский язы́к, اللغه المصريه الحديثه‎, самоназвание — مصرى‎, масри́) — одна из разновидностей арабского языка, на которой говорит бо́льшая часть населения Египта.
Термины «Египетский диалект» и «Каирский диалект» в научной литературе используются как синонимы. Каир является самым крупным городом Египта, разговорное название страны и города на египетском диалекте пишутся и произносятся одинаково — Маср.

## Классификация
Его существование, происхождение и история продолжают быть предметом споров по классификации его как отдельного языка или просто как одного из диалектов арабского языка. Официально считается[кем?], что масри является диалектом арабского языка семитской группы афро-азиатской языковой семьи. Многие приверженцы панарабизма в Египте, как и в других арабских странах, даже в быту стараются говорить на литературном арабском языке.

## История
Язык образовался в дельте Нила, в Нижнем Египте вокруг столицы страны, города Каира, в результате покорения страны в VII веке арабскими завоевателями и последующего перехода на арабский язык местного египетского населения. В дальнейшем развивался в основном под влиянием коптского языка — языка доисламского Египта, а позже под влиянием других языков — турецкого, итальянского, французского и английского.

## Современное положение
Почти все египтяне (более 100 млн человек к 2020 году) свободно владеют египетским диалектом арабского языка. Благодаря преобладанию египетского кинематографа во всём арабоязычном мире египетский диалект стал наиболее распространённым. Этому поспособствовали также многочисленные преподаватели египетского происхождения, которые работают в школах арабских стран.

## Коптское влияние
Учёные отмечают в современном египетском диалекте арабского языка наличие от 250 до 300 заимствований из коптского.